# Michael Hardt
Michael Hardt (Bethesda, Maryland, 1960) es un teórico literario y filósofo político estadounidense, conocido sobre todo por ser autor, junto a Antonio Negri, de Imperio publicado en 2000. Esta obra fue considerada como el "Manifiesto Comunista del siglo XXI".
Hardt y Negri sostienen que las fuerzas de opresión de clases contemporáneas, globalización y mercantilización de servicios (o producción de afectos), tienen el potencial de producir un cambio social de dimensiones sin precedentes. Una secuela, Multitud: Guerra y Democracia en la era del imperio, publicada en agosto de 2004, amplía la noción, ya propugnada en Imperio,  de la multitud como posible locus de un movimiento democrático de proporciones globales.
La parte tercera y final de la trilogía, Commonwealth, apareció en el otoño de 2009. En esta obra, Hardt y Negri ofrecen un marco de referencia a partir del cual restaurar el significado de conceptos corrompidos del vocabulario político. Además, elaboran sus sugerencias previas de que el cambio social puede conseguirse a partir de las formas actuales de opresión, junto a la necesidad de repensar lo común en el comunismo para que el cambio realmente tenga lugar.

## Biografía
Nacido en Bethesda, Maryland, asistió a la Winston Churchill High School en Potomac, Maryland. Hardt estudió ingeniería en el Swarthmore College, Pensilvania de 1978 a 1983. Durante la crisis energética de los años setenta, empezó a interesarse por fuentes de energía alternativas.
Después de la universidad, trabajó para varias compañías de energía solar. También colaboró con organizaciones no gubernamentales en Centroamérica llevando ordenadores donados en EE. UU. y reciclándolos para la Universidad de El Salvador. Afirma que su actividad política hizo más por él que lo que él hizo por los salvadoreños.
En 1983, se trasladó a Seattle para estudiar literatura comparada. En 1990 terminó su doctorado en la Universidad de Washington en Olympia, Washington, desarrollando su disertación bajo la dirección de Antonio Negri. En la actualidad es profesor de Literatura e Italiano en la Duke University en Carolina del Norte. También ejerce de miembro de la asociación intelectual del European Graduate School, un consorcio de pensadores de izquierda radicado en París.

## Ideas
Una de las preocupaciones de la obra de Hardt es la del goce (joy) de la vida política. "Hay que extender el concepto de amor más allá de los límites de la pareja". La política de la multitud no solo trata del dominio de los medios de producción o la liberación de la subjetividad individual. También está relacionada con la vida política y la realización de fines políticos.
Hardt no considera la enseñanza una actividad revolucionaria, ni considera a la universidad una institución política. "Si se piensa en la política como un proyecto de transformación social a gran escala, no creo en absoluto que la actividad política dependa de la universidad".
Hardt afirma que la idea de una educación pública e igual y el libre acceso a la universidad están desapareciendo gradualmente: la "guerra contra el terror" ha fomentado solo los conocimientos tecnológicos y militares, mientras las capacidades necesarias de la economía biopolítica, "la creación de ideas, imágenes, códigos, afectos, y otros bienes inmateriales" no son considerados como la clave principal de la innovación económica.
Su obra recoge influencias diversas: una apropiación contemporánea del marxismo, una recontextualización de los escritos de Deleuze y Guattari y en la actualidad el diálogo indirecto y a veces directo con otros pensadores como Slavoj Žižek, Alain Badiou o Ernesto Laclau.

## Colaboración con Antonio Negri
Hardt es conocido por sus colaboraciones con Antonio Negri, siendo las más destacada  Imperio, un análisis de lo que denominan el nuevo orden biopolítico del mundo, el cambio en la noción del moderno Estado-Nación y las posibles resistencias al sistema global, y Multitud: Guerra y democracia en la era del imperio, secuela del primer libro. La tercera parte de la trilogía, Commonwealth, apareció en 2009.

## Movimientos de ocupación de 2011-2012
En mayo de 2012, Michael Hardt, junto al filósofo Antonio Negri, publicó un folleto electrónico sobre los movimientos de ocupación y campamentos de 2011 a 2012, la denominada Declaración, que sostiene que el movimiento explora nuevas formas de democracia. La introducción fue publicada en el sitio de investigación sociológica y divulgación científica Jacobin, con el título "tomar el relevo".

## Bibliografía

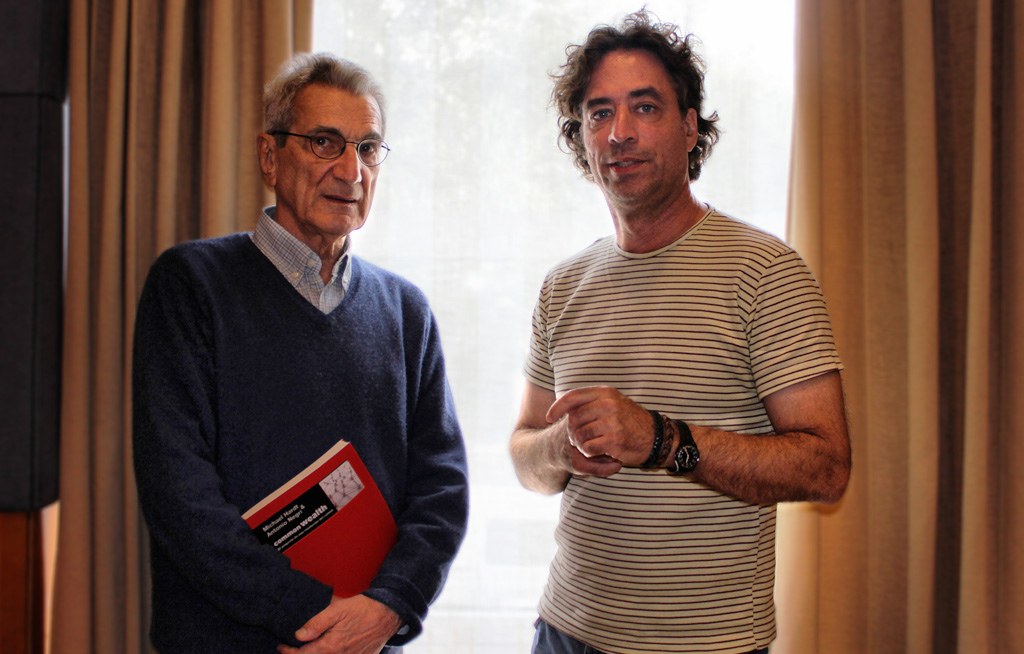
Antonio Negri y Michael Hardt

### Libros
- Gilles Deleuze: Un aprendizaje filosófico (1993). ISBN 978-84-460-1292-4.
- El trabajo de Dionisos: Una crítica de la forma-estado, con Antonio Negri (1994). ISBN 978-84-460-1292-4.
- Imperio, con Antonio Negri (2000). ISBN 978-84-493-1754-5.
- Multitud: Guerra y Democracia en la era del imperio, con Antonio Negri (2004). ISBN 978-84-830-6598-3.
- Commonwealth: El proyecto de una revolución en común, con Antonio Negri (2009). ISBN 978-84-460-3230-4.
- La declaración de independencia (2009). ISBN 978-84-460-2876-5.

### Artículos
- Introducción a Declaration con Antonio Negri en Jacobin.
- "The Withering of Civil Society". Social Text (Duke University Press) (45): 27–44. 1995.
- "Prison Time". Yale French Studies (Yale University Press) (91): 64–79. 1997.
- "Affective Labor". boundary 2 (Duke University Press) 26 (2): 89–100. 1999.
- Hardt, Michael; Antonio Negri (1999). "Value and Affect". boundary 2 (Duke University Press) 26 (2): 77–88.
- Hardt, Michael; Antonio Negri (2003). "The Rod of the Forest Warden: A Response to Timothy Brennan". Critical Inquiry (The University of Chicago Press) 29 (2): 368–373.